# Feel (chanson)
Pour les articles homonymes, voir Feel.
Singles de Kumi Kōda
Lies
(2006) Candy
(2006)
Feel est le 24e single de Kumi Kōda sorti sous le label Rhythm Zone le 11 janvier 2006 au Japon. Il atteint la 1re place du classement de l'Oricon. Il se vend à 39 110 exemplaires la première semaine, et reste classé pendant 6 semaines, pour un total de 48 116 exemplaires vendus. Feel est le 6e single d'une série de 12, un nouveau sort chaque semaine pendant 12 semaines. Sur chaque pochette de ses différents singles, Kumi porte une robe traditionnelle d'un pays; pour Feel c'est l'Espagne.
- Feel a été utilisé comme campagne publicitaire pour music.jp. Feel se trouve sur la compilation Best: Second Session.
- Le clip Feel est le 2e d'une série de 4, il est précédé de You, puis suivi de Lies et enfin de Someday; le tout formant 3 histoires d'amour.

## Liste des titres
Toutes les paroles sont écrites par Kumi Kōda, Hitoshi Shimono.
| 1. | Feel                | Hitoshi Shimono | 4:21 |
| 2. | Feel (instrumental) | Hitoshi Shimono | 4:18 |